# Mancomunidad "Vegas Bajas del Guadiana II"
La Mancomunidad de Servicios Sociales de Base "Vegas Bajas del Guadiana II" es una mancomunidad de municipios que componen actualmente Pueblonuevo del Guadiana, Valdelacalzada y Guadiana (anteriormente denominada Guadiana del Caudillo), en la provincia de Badajoz (Extremadura, España). La sede se encuentra ubicada en la del alcalde que ejerza la presidencia.
Fundada con fecha de inscripción el 6 de febrero de 1996, su nombre hace alusión a la fértil tierra en la que se asienta, y en distinción con la Mancomunidad Integral de Servicios Vegas Bajas, bautizándola desde sus inicios con el nombre de "Vegas Bajas del Guadiana II".

## Municipios
- Pueblonuevo del Guadiana (Partido judicial de Badajoz)
- Valdelacalzada (Partido judicial de Badajoz)
- Guadiana (Partido judicial de Badajoz)